# هرمان هولریث
هرمان هولریث (به انگلیسی: Herman Hollerith) مهندس، آمارشناس، مخترع و بازرگان زادهٔ نیویورک بود که روشی را برای استفاده از کارت پانچ برای جدول‌بندی داده‌ها در مرکز سرشماری سال ۱۸۹۰ ابداع کرد.
دستگاه‌های ساخت وی انقلابی را در بازرگانی (به‌ویژه در تجارت راه‌آهن و سرشماری) در آمریکا و کشورهای دیگر پدید آورد. جان شاو بیلینگز (John Shaw Billings) از مقامات ارشد اداره سرشماری، ایده اصلی این دستگاه و کارت پانچ را به وی داده است.
هولریث شرکت دستگاه جدول‌بندی را تأسیس کرد که بعدها به شرکت آی‌بی‌ام تبدیل شد.

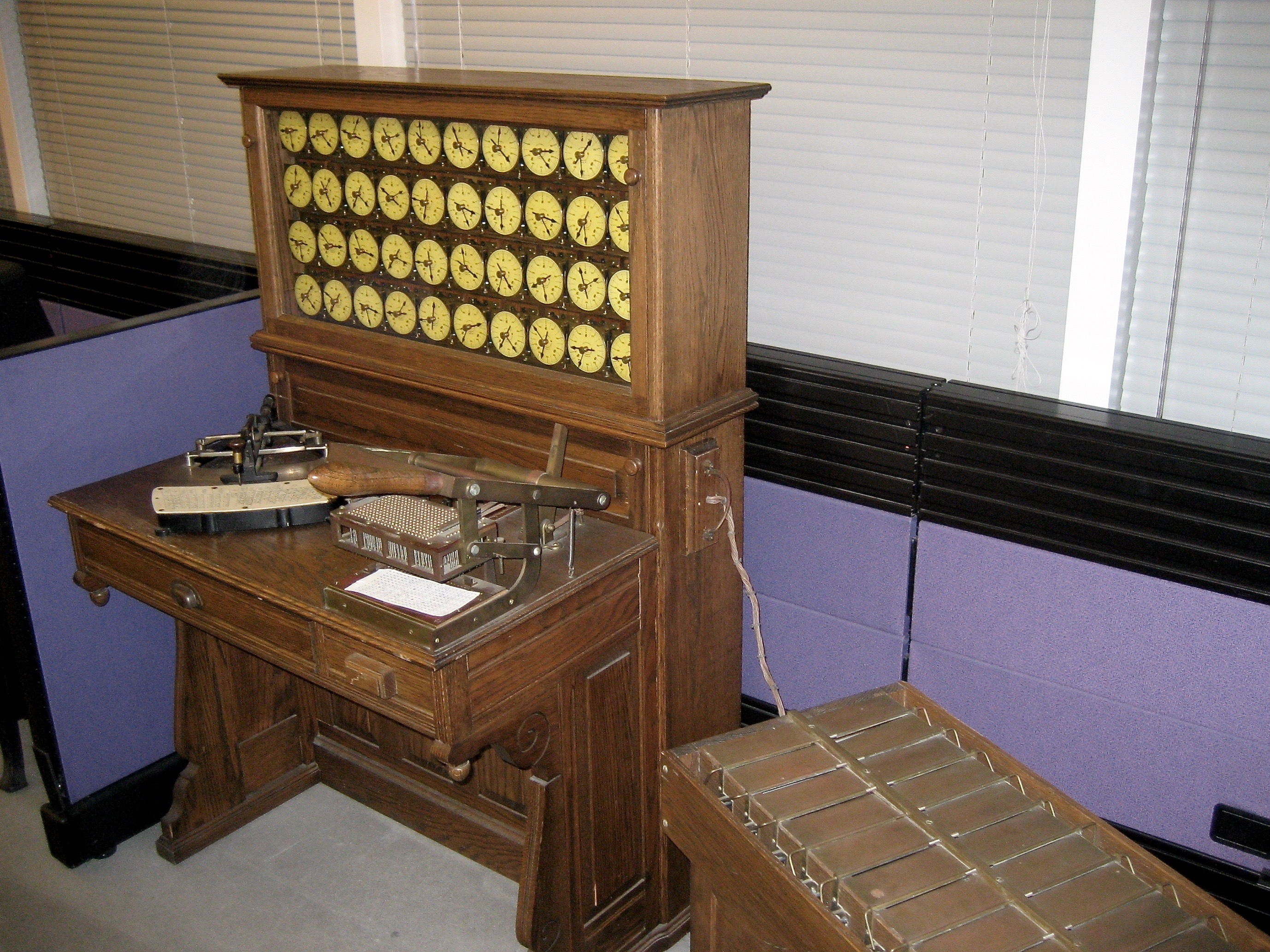